# Fantasio (opéra-comique)
Pour les articles homonymes, voir Fantasio.
Fantasio est un opéra-comique en 3 actes et 4 tableaux de Jacques Offenbach, livret de Paul de Musset d'après la pièce Fantasio de son frère Alfred de Musset, créé le 18 janvier 1872 à l'Opéra-Comique. 

## Historique
Considéré de nos jours comme un chef-d'œuvre, l'opéra ne sera représenté que 14 fois avant de sombrer dans l'oubli, d'autant plus que ni le livret, ni la partition ne furent publiées et que beaucoup de documents de travail ont brûlé durant les incendies fréquents des théâtres.
Jusqu'aux années 2010, il n'existait qu'un enregistrement radiophonique de 1957 très partiel et en version allemande.
Le musicologue spécialiste d'Offenbach Jean-Christophe Keck reconstitue l'intégralité de l’œuvre alors qu'il ne dispose « jusque dans les années 80, que de la pièce de théâtre originelle et d’une réduction chant-piano imprimée en 1872 ». C'est ce long travail qui a permis de présenter la version complète, d'abord à Berlin en 2016 puis à Paris en 2017 et 2023.
En 2016, le Komische Oper de Berlin propose une version concertante où Fantasio est tenu par un ténor, comme Offenbach l'avait voulu initialement, ayant composé ce rôle pour le ténor Victor Capoul,. Devant la défection de Capoul, Offenbach engagea une mezzo-soprano habituée des rôles « en pantalon » et des rôles de bohémienne, la créatrice de Carmen, la mezzo Célestine Galli-Marié.
La première production de cette version complète, cette fois avec mezzo, a été créée au théâtre du Châtelet en 2017 dans une mise en scène de Thomas Jolly et sous la direction musicale de Laurent Campellone, avec la mezzo-soprano Marianne Crebassa dans le rôle-titre. Elle a été reprise en décembre 2023 à l'Opéra-Comique avec Gaëlle Arquez.

## Distribution de la création (18 janvier 1872)
| Rôle                             | Interprète            | Tessiture     |
| -------------------------------- | --------------------- | ------------- |
| Fantasio, un étudiant            | Célestine Galli-Marié | mezzo-soprano |
| Le roi de Bavière                |                       | basse         |
| La princesse Elsbeth, sa fille   | Marguerite Priola     | soprano       |
| Le prince de Mantoue             | Ismaël                | baryton       |
| Marinoni, aide-de-camp du prince | Potel                 | ténor         |
| Flamel, page d'Elsbeth           | Gabrielle Moisset     | mezzo-soprano |
| Spark, étudiant                  | Léon Melchissédec     | baryton-basse |
| Facio, étudiant                  |                       | ténor         |
| Max, étudiant                    |                       | ténor         |
| Hartmann, étudiant               |                       | basse         |

## Airs

### Acte I
- no 1 Chœur et couplets « Vive le roi » - Sparck et les étudiants
- no 2 Ballade « Voyez dans la nuit brune » - Fantasio
- no 3 Récit et Romance « Voilà toute la ville en fête » - Elsbeth
- no 4 Duo « Quel murmure charmant » - Elsbeth, Fantasio
- no 5 Chœur de pénitents « Ô Saint Jean, ta joyeuse face »
- no 6 Duo « Je médite un projet d'importance » - Marinoni, Le Prince
- no 7 Finale « Tout bruit cesse »

### Acte II
- no 8 Entracte
- no 9 Chœur et Air « Quand l'ombre des arbres » - Elsbeth
- no 10 Quintette  « Oui, c'est bien lui »
- no 11 Strophes « Je ne serai donc jamais aimé » - Le Prince
- no 12 Couplets « C'est le nouveau bouffon » - Fantasio
- no 13 Duo « Je n'ai donc rien de plus » - Elsbeth, Fantasio
- no 14 Finale « C'est aujourd'hui fête à la cour »

### Acte III
- no 15 Entracte
- no 16 Romance « Psyché, pauvre imprudente » - Elsbeth
- no 17 Duo « Il n'est qu'un refrain à chanter » - Elsbeth, Fantasio
- no 18 Mélodrame
- no 19 Couplets « Reprenez cet habit mon prince » - Marinoni
- no 20 Scène et chœurs « Ils sont entrés dans le palais »
- no 21 Finale « Sous la bannière on se rallie » -

## Discographie
- Sarah Connolly (Fantasio), Brenda Rae (Elsbeth), Victoria Simmonds (Flamel) Russell Braun (Le Prince), Neal Davies (Sparck), Brindley Sherratt (Le Roi), Orchestre du Siècle des Lumières, Mark Elder - Opera Rara, 2014 (intégrale en français)[6]